# Gnathocera basilewskyi
Gnathocera basilewskyi är en skalbaggsart som beskrevs av Ruter 1958. Gnathocera basilewskyi ingår i släktet Gnathocera och familjen Cetoniidae. Inga underarter finns listade i Catalogue of Life.